# Ernst von Bomhard
Ernst Theresius Moritz Bernhard von Bomhard (* 15. Februar 1833 in Waischenfeld; † 2. Dezember 1912 in Berlin-Grunewald) war ein deutscher Richter. Er war Senatspräsident am Reichsgericht in Leipzig.

## Leben
Von Bomhard war der Sohn des Amtmanns Carl von Bomhard (1800–1866) und von Charlotte von Arnim (1809–1892). Die Familie stammte väterlicherseits aus Thüringen. Der Großvater Johann Ernst Bomhard (1758–1842) bekam bei der Verleihung des Verdienstordens der Bayerischen Krone 1816 den Transmissionsadel verliehen, der ihn berechtigte, Titel nach dem Recht der Erstgeburt weiterzugeben. Dieser Transmissionsadel wurde 1837 für den Großvater und den Vater Carl in Adelsmatrikel eingetragen. Der Adel ging nach dem Tod des Vaters nach dem Recht der Erstgeburt an seinen Sohn Ernst über. Bomhard heiratete am 12. August 1865 Laura Groß, Tochter des in Bamberg ansässigen Tabakfabrikanten Theodor Groß und seiner Ehefrau Anna, geb. Ista. Er war Vater von drei Töchtern und einem Sohn, Eduard von Bomhard. Dieser schlug auch die juristische Laufbahn ein und verstarb 1900 als Landgerichtsrat in München.
Ernst von Bomhard studierte Rechtswissenschaft in München und wurde 1852 Mitglied des Corps Isaria. 1856 legte er die Staatsprüfung ab. Er wurde 1857 Akzessist am Bezirksgericht Bamberg. Ab 1858 war er am Appellationsgericht Oberfranken (heute Oberlandesgericht Bamberg) tätig. 1862 war er funktionierender Staatsanwaltssubstitut in Windsheim und 1864 II. Staatsanwalt in Bamberg. 1870 wurde er Bezirksgerichtsrat in Schweinfurt und 1871 I. Staatsanwalt beim Bezirksgericht Straubing. 1875 wurde Bomhard in das bayrische Justizministerium abgeordnet. Während seiner Zeit im Ministerium wurde er 1877 zum Appellationsgerichtsrat, 1879 zum Oberlandesgerichtsrat und 1880 zum Rat des Bayerischen Obersten Landesgerichts befördert. 1881 wurde er Reichsgerichtsrat und war ab 1892 Senatspräsident am Reichsgericht in Leipzig. Nach dem Eintritt in den Ruhestand 1902 erhielt er 1911 den Titel Exzellenz.